# 장석윤
장석윤(張錫潤, 1904년 4월 13일 ~ 2004년 1월 16일, 강원 횡성)은 대한민국의 독립운동가 겸 정치인이다. 대한민국 임시정부 광복군의 C.O.I. OSS 훈련에 참여하였고, 광복 뒤에는 제3대, 제4대 국회의원을 역임하였으며, 제7대 내무부 장관을 지냈다. 호는 춘봉이며, 군의관 윤치왕의 사위이자, 역시 내무장관을 지낸 윤치영의 당조카사위였다.

## 약력

### 학력
- 경성 제1고등보통학교 졸업(1923년)
- 미국 밴더빌트 대학교 영어영문학사 학사 졸업(1927년)
- 미국 밴더빌트 대학교 대학원 영어영문학과 문학석사(1929년)

### 이력
- 대한민국 임시정부 연락관
- 미국정부 C.O.I. OSS직원 제2차 세계 대전 출정
- 대한민국 사정국장
- 내무부 3대 치안국장
- 국도신문사 사장
- 내무부 차관
- 7대 내무부 장관
- 강원도 외성 ‘진달래 농원 경영’
- 한국 불교 반공연합회 총재

## 역대 선거 결과
|  | 23.96% |

|  | 37.94% |

|  | 42.60% |

|  | 0.65% |

## 가족 관계
- 부인 : 윤선희(尹善姬, 1912년 9월 29일 - 1989년)
  - 딸 : 장예순
  - 사위: 정규진(,기업인, 정재호 전 삼호그룹 총수의 장남[1], 제주축산 대표[1])
  - 딸 : 장의순
  - 사위: 심상필(1936년 8월 16일 - , 홍익대학교 총장[1])
  - 딸 : 장은순
  - 사위: 박태규(, 연세대 교수)
  - 딸 : 장혜순
  - 사위: 이종오(李鍾旿, 1948년 3월 22일 - ), 계명대학교 사회과학대학 사회학과 교수, 이명박정부 인수위원회 국민참여센터 본부장 역임.[2]

- 장인 : 윤치왕(尹致旺, 1895년 2월 17일 ~ 1982년 12월 21일)
- 장모 : 이모임
  - 처남 : 윤경선
  - 처남 : 윤정선
  - 처남 : 윤도선
  - 처남 : 윤훈선
  - 처남 : 윤연선
- 처삼촌 : 윤치호(尹致昊, 1864년 12월 26일 ~ 1945년 12월 9일)
  - 처사촌 : 윤보선(尹潽善, 1897년 8월 26일 ~ 1990년 7월 18일), 제4대 대통령

- 사돈 : 이종욱(李鍾郁, 1945년 4월 12일 - 2006년 5월 22일), 의사, WHO 사무총장

## 같이 보기
- OSS
- 미육군 전략사무처
- 대한민국 임시정부

## 참고 자료
- 《대한민국 의정총람》, 국회의원총람발간위원회, 1994년
- 장석윤 - 대한민국헌정회
- 장석윤(張錫潤) - 국사편찬위원회

| 전임 홍범희 | 제7대 내무부 차관 1951년 11월 20일 ~ 1952년 1월 17일 | 후임 이병호 |

| 전임 이순용 | 내무부 장관 서리 1952년 1월 12일 ~ 1952년 1월 17일 | 후임 장석윤 |

| 전임 장석윤 (서리) | 제7대 내무부 장관 1952년 1월 18일 ~ 1952년 5월 24일 | 후임 이범석 |